# سرماخوردگی کودکان
سرماخوردگی کودکان (به انگلیسی: pediatric gripe)
رده درمانی: ترکیبات درمانی سرماخوردگی.
اشکال دارویی: شربت، قرص

## موارد مصرف
شربت یا قرص سرماخوردگی اطفال نوعی ترکیب از چند عامل برای مداوای سرماخوردگی است. این دارو از ترکیب پسودوافدرین (یک منقبض‌کننده عروقی سمپاتومیمتیک)، کلرفنیرامین (یک آنتی هیستامین) ساخته شده‌است. قرص سرماخوردگی کودکان ترکیب استامینوفن، فنیل پروپانول آمین و کلرفنیرامین است. این دارو اغلب در درمان علائم سرماخوردگی (به خصوص سرماخوردگی‌های ویروسی) مانند آبریزش بینی، سرفه و گلودرد استفاده می‌شود.

## مکانیسم اثر
پسودوافدرین یک ترکیب مقلد اثر سمپاتیک است و با انقباض عروق موجب کاهش علائمی مانند آبریزش بینی، احتقان مخاطی و اشک‌ریزش می‌شود. استامینوفن یک ترکیب مسکن و تب بر است. کلرفنیرامین مالئات نیز با بلوک اثرات هیستامین بر گیرنده‌های H۱ تأثیر می‌کند.

## عوارض جانبی
خواب آلودگی، بی قراری، یبوست، سرگیجه، ضعف عمومی و تاکیکاردی.